# Équipe du Canada féminine de basket-ball
Cet article traite de l'équipe féminine. Pour l'équipe masculine, voir Équipe du Canada masculine de basket-ball.
Maillots
L’équipe de Canada féminine de basket-ball est la sélection des meilleures joueuses canadiennes de basket-ball. Elle est placée sous l'égide de la fédération canadienne de basket-ball (Canada Basketball). Les athlètes de cette équipe sont sélectionnées par Canada Basketball.
L'équipe féminine du Canada n'a jamais remporté de compétition internationale jusqu'en 2015. Ses meilleures performances historiques sont une médaille d'or aux Jeux panaméricains de 2015, une médaille de bronze au Championnat du monde 1979 et de 1986. De plus les canadiennes se sont classées 3e aux championnats des Amériques 2003, 2005, 2009 et 2011 ainsi qu'une médaille d'or en 2015.  Elles ont terminé 5e lors de la coupe du monde en Turquie, en 2014.
Les Canadiennes, classées au 9e rang mondial en 2012, ont atteint les quarts de finale des Jeux Olympiques pour la première fois en 12 ans lors du tournoi Olympique de Londres. Elles ont acquis la dernière place disponible aux Jeux olympiques de Londres grâce à une deuxième chance lors du tournoi de qualification, en juin 2012.

## Histoire

### 2014
Après son accession aux quarts de finale olympiques 2012, le Canada renouvelle la performance en disposant 91 à 71 des Tchèques, finalistes du précédent Mondial.

### 2015
L'équipe dispute et remporte les Jeux panaméricains de 2015 organisés à Toronto avec 5 victoires pour aucun revers. Le Canada remporte également l'or au Championnat des Amériques en août 2015 en disposant de Cuba en finale avec notamment Miah-Marie Langlois et ses 11 points et huit passes décisives pour une seule balle perdue. Kia Nurse (20 points) est nommée meilleure joueuse de la compétition. Sur une base expérimentée, l'équipe comprend aussi moitié de jeunes joueuses très compétitives : outre Kia Nurse (19 ans), on compte Nathalie Achonwa (22), Nirra Fields (21), Miah-Marie Langlois (22), Nayo Raincock-Ekunwe (23) et les jumelles Plouffe (22). Qualifiée directement pour les Jeux olympiques de Rio, le Canada peut préparer sans pression mais avec ambition ce rendez-vous.

### 2016
Si en 2012 les Canadiennes avaient déjà la satisfaction d'une qualification longue à se dessiner puis d'un quart de finale face aux Américaines, elles abordent le tournoi olympique de 2016 avec de plus grandes ambitions de médaille. En 2014, elles avaient remporté la 5e place du championnat du monde 2014 après un quart de finale inaccessible de nouveau face aux Américaines, puis en 2015 les Jeux panaméricains et le tournoi pré-olympique. Elles visent donc la deuxième place de leur poule derrière les États-Unis afin d'aborder les quarts dans les meilleures conditions. L'entraîneuse Lisa Thomaidis peut s'appuyer sur une sélection avec une base de sept joueuses présentes à Londres et au Mondial 2014 (Lizanne Murphy, Nathalie Achonwa, Kim Gaucher, Shona Thorburn, Miranda Ayim, Michelle Plouffe et Tamara Tatham complétée par une nouvelle garde ambitieuse : Kia Nurse, Miah-Marie Langlois, Nirra Fields, Katherine Plouffe et Nayo Raincock-Ekunwe.
Les Canadiennes remportent leur première rencontre à Rio face à la Chine 90 à 68. Shona Thorburn et Lizanne Murphy (12 points et 3 passes décisives) creusent un premier écart. Chen Nan (12 points et 3 rebonds) et Chen Xiaojia (12 points et 3 passes décisives) tente de résister, mais le Canada s'envole dans le dernier quart temps avec Tamara Tatham (20 points et 6 rebonds) et Kim Gaucher-Smith qui honore comme il se doit sa 200e sélection avec 3 points, 10 rebonds et 7 passes décisives. Kia Nurse prend une part déterminante dans la victoire 71 à 67 sur les championnes d'Europe, les Serbes avec 25 points et 5 passes décisives. Malgré une victoire en amical juste avant le tournoi olympique, le Canada cède en quarts de finale 63 à 68 contre la France.

### 2021
Qualifié pour les olympiades pour la troisième fois consécutive, le Canada aligne trois joueuses universitaires Laeticia Amihere, Shaina Pellington, Aaliyah Edwards et trois joueuses WNBA Natalie Achonwa (troisième olympiade), Kia Nurse (deuxième olympiade, comme Nayo Raincock-Ekunwe et Nirra Fields) et Bridget Carleton (première olympiade, comme Kayla Alexander et Shay Colley). C'est la dernière compétition de Miranda Ayim (troisième olympiade, tout comme Kim Gaucher) avant sa retraite sportive. Six joueuses sur douze disputent donc leur première olympiade,,.

### 2022
Début 2022, la fédération nomme l'Espagnol Víctor Lapeña (en) assisté de Noelle Quinn à la tête la sélection, où il succède à Lisa Thomaidis qui a dirigé l'équipe pendant huit ans.

## Résultats

### Palmarès
| Compétitions mondiales                                                 | Compétitions continentales |
| ---------------------------------------------------------------------- | --- |
| - Jeux olympiques - Néant - Coupe du monde - Troisième en 1979 et 1986 | - Coupe des Amériques (3) - Vainqueur en 1995, 2015 et 2017 - Finaliste en 2013 et 2019 - Troisième en 1989, 1993, 1999, 2003, 2005, 2009, 2011, 2023 et 2025 - Jeux panaméricains (1) - Vainqueur en 2015 - Finaliste en 1999 - Troisième en 1967, 1979 et 1987 |

### Parcours en compétitions internationales

#### Jeux olympiques
| Année | Position      |      | Année         | Position |     | Année | Position |
| 1976  | 6e            | 1996 | 11e           | 2016     | 7e  |       |          |
| 1980  | Non qualifiée | 2000 | 10e           | 2020     | 9e  |       |          |
| 1984  | 4e            | 2004 | Non qualifiée | 2024     | 11e |       |          |
| 1988  | Non qualifiée | 2008 | Non qualifiée | 2028     | -   |       |          |
| 1992  | Non qualifiée | 2012 | 8e            | 2032     | -   |       |          |

#### Coupe du monde
| Année | Position      |      | Année         | Position |     | Année | Position |
| 1953  | Non qualifiée | 1979 | Troisième     | 2006     | 11e |       |          |
| 1957  | Non qualifiée | 1983 | 9e            | 2010     | 12e |       |          |
| 1959  | Non qualifiée | 1986 | Troisième     | 2014     | 5e  |       |          |
| 1964  | Non qualifiée | 1990 | 7e            | 2018     | 7e  |       |          |
| 1967  | Non qualifiée | 1994 | 7e            | 2022     | 4e  |       |          |
| 1971  | 10e           | 1998 | Non qualifiée | 2026     | -   |       |          |
| 1975  | 11e           | 2002 | Non qualifiée | 2030     | -   |       |          |

#### Coupe des Amériques
| Année | Position  |      | Année     | Position     |           | Année | Position |
| 1989  | Troisième | 2005 | Troisième | 2019         | Finaliste |       |          |
| 1993  | Troisième | 2007 | 5e        | 2021         | 4e        |       |          |
| 1995  | Vainqueur | 2009 | Troisième | 2023         | Troisième |       |          |
| 1997  | 5e        | 2011 | Troisième | 2025         | Troisième |       |          |
| 1999  | Troisième | 2013 | Finaliste | Pays inconnu | -         |       |          |
| 2001  | 4e        | 2015 | Vainqueur | Pays inconnu | -         |       |          |
| 2003  | Troisième | 2017 | Vainqueur | Pays inconnu | -         |       |          |

#### Jeux panaméricains
| Année | Position  |      | Année     | Position |           | Année | Position |
| 1955  | 5e        | 1979 | Troisième | 2007     | 4e        |       |          |
| 1959  | 4e        | 1983 | 4e        | 2011     | 6e        |       |          |
| 1963  | 4e        | 1987 | Troisième | 2015     | Vainqueur |       |          |
| 1967  | Troisième | 1991 | 4e        | 2019     | 6e        |       |          |
| 1971  | 5e        | 1999 | Finaliste | 2023     | Retirée   |       |          |
| 1975  | 5e        | 2003 | 4e        | 2027     | -         |       |          |

## Personnalités emblématiques

### Joueuses célèbres
- Darlene Currie
- Joyce Douthwright-Slipp[17]
- Rita Panasis-Bell
- Nora McDermott[18]
- Beverly "Bev" Smith[Note 1]
- Jamie Russell[19]
- Patricia Tatham[20]
- Sylvia Sweeney[21]
- Kia Nurse

### Entraîneurs célèbres
- En mars 2013, la coach des Huskies de la Saskatchewan (Sport interuniversitaire canadien, équivalent canadien de la NCAA) Lisa Thomaidis est nommée pour remplacer Allison McNeill après avoir été pendant onze ans l'assistante de Bev Smith puis de McNeill[22]. Elle quitte son poste en octobre 2021[23].